# Witold Stefanowicz
Witold Stefanowicz (ur. 12 lipca 1938 w Bielsku-Białej) – dziennikarz telewizyjny w latach 70. i 80.
Absolwent Instytutu Dziennikarstwa i Nauk Politycznych Uniwersytetu Warszawskiego (1974).
W dzieciństwie więzień obozów hitlerowskich Ravensbrück i Oranienburg. W latach 1961–1974 sprawozdawca w zespole dla zagranicy Polskiego Radia. W latach 1974–1983 sprawozdawca w Naczelnej Redakcji Dzienników Telewizyjnych, komentator transmisji telewizyjnych z najważniejszych wydarzeń społeczno-politycznych w Polsce, sprawozdawca parlamentarny podczas sesji Sejmu PRL. 
Jeden ze spikerów Dziennika Telewizyjnego. Podczas stanu wojennego występował w mundurze. Od 1983 korespondent Polskiego Radia i Telewizji w Moskwie.
Po przemianach w 1989 roku odszedł z telewizji.
Członek PZPR oraz Stowarzyszenia Dziennikarzy PRL (od 1982).

## Nagrody i odznaczenia
- Nagroda przewodniczącego Komitetu do spraw Radia i Telewizji: 1974, 1977, 1980, 1982
- Krzyż Kawalerski Orderu Odrodzenia Polki
- Srebrny Krzyż Zasługi
- Srebrny Medal „Za Zasługi dla Obronności Kraju”
- Brązowy Medal „Za Zasługi dla Obronności Kraju” (1973)[1]